# Paul Bley
| Paul Bley                                 | Paul Bley                                 |
| Kattints az alábbi külső linkek egyikére! | Kattints az alábbi külső linkek egyikére! |
| ----------------------------------------- | ----------------------------------------- |
| Nem található szabad kép.(?)              |                                           |
| külső link · jogvédett                    | Paul Bley                                 |

Paul Bley (Montréal, 1932. november 10. – Cherry Valley, 2016. január 3.) kanadai dzsesszzongorista. A "free jazz csendes zsenijének" tartották. Martin Kunzler szerint Bley játéka és kompozíciói „nyugodtságot sugároznak, és lenyűgöznek tisztaságukkal. Improvizációi úgy szuverének, hogy feledtetik velünk a hagyományos dzsessz – legyen az tonális vagy modális – és a szabad játék közötti régi elválaszfalakat.”

## Pályakép
Bley gyerekként 1938-tól hegedülni, 1940-től zongorázni tanult. Zenei képzése a McGill Konzervatóriumban 1944-ben fejeződött be már tizenegyéves korában. 1946-ban megalapította első zenekarát. 1948-ban Montréalban megismerkedett Oscar Petersonnal, aki bevezette a dzsesszzene világába.
Bley vezette a Montréal Jazz Workshopot, és olyan zenészeket hozott Montréalba, mint Charlie Parker és Sonny Rollins.
1950-ben Bley New Yorkba költözött, ahol a Juilliard School of Musicon 1954-ig tanult. Tanulmányai közben is fellépett, turnézott Art Blakey-vel, Louis Armstronggal és másokkal. Lennie Tristanoval is dolgozott. 1953-ban Charles Mingus meghívta debütáló albumára.
1957-ben Bley feleségül vette Carla Borgot, aki Carla Bley néven lett neves zongorista. Az együttműködésük közel tíz évig tartott.
1957-59 között Bley Los Angelesben élt. Ott Chet Bakerrel játszott, és saját triót is alapított. Gyakran Billy Higgins és Charlie Haden, vagy Scott LaFaro játszott vele. 1958-ban a még ismeretlen Ornette Coleman és Don Cherry, vagy Bobby Hutcherson is megjelent.
1959-ben visszatért New Yorkba, ahol a „Jimmy Giuffre Trio” alakult meg Jimmy Giuffre klarinétos körül. Abban az időben Bley az új zene stilisztikai eszközeivel kísérletezett.
Az 1960-as években Bley-nek saját triója volt Gary Peacock-kal és Paul Motiannal. Az 1960-as évek első felében nagybőgővel próbált szabadabb zenei kifejezést találni. 1964-ben Bley az egyik kulcsfigura volt a "Cellar Café New Yorkban", amely amerikai free jazz zenészek platformja volt. Bley e műfaj fontos zongoristája lett. 1965-ben és 1966-ban, miután Charles Mingus-szal együtt szerepelt a New Yorkban, hosszú időt Európában töltött.
Az 1960-as évek végén Annette Peacock zeneszerzőként is dolgozott és fellépett vele.
Bley 1968-ban használt először szintetizátort, triója pedig az első dzsesszegyüttes volt, amely 1969-ben − a New York-i Philharmonic Hallban − élőben használt nagy elektronikus készletet. Ennek eredménye a Bley-Peacock szintetizátor show.
1971-től Paul Bley egyre inkább a szóló fellépések felé fordult. 1972-ben felvette első szólóalbumát. 1974-ben Bley megalapította az Improvising Artists Inc. lemezkiadót Carol Goss videóművésszel − aki Bley előadásait speciálisan megtervezett filmszekvenciákkal illusztrálta.
Paul Bleyt számos turné vitte újra és újra Európába.
Bley több mint 100 albumot adott ki. 1999-ben megjelent önéletrajza (Stopping Time), 2003-ban pedig egy interjúkötete (Time Will Tell).

## Lemezválogatás
- Coleman Classics (Ornette Coleman, Don Cherry, Charlie Haden, Billy Higgins) − 1958
- Barrage (Marshall Allen, Dewey Johnson, Eddie Gomez, Milford Graves) − 1964
- Touching (Kent Carter, Barry Altschul) − 1965
- Dual Unity (Annette Peacock, Han Bennink, Mario Pavone, Laurence Cook
- Freedom, Gary Peacock) − 1970
- Open, to Love (Solo piano) − 1972
- The Paul Bley Quartet (John Surman, Bill Frisell és Paul Motian) − 1987
- The Life of a Trio: Saturday and Sunday − 1989
- Partners − 1990
- Not Two, Not One − 999
- Nothing to Declare (Solo piano) − 2004
- Solo in Mondsee − 2007
- About Time, Justin Time − 2008
- Play Blue (Oslo Concert) − 2014
- When Will the Blues Leave − 2019

## Fordítás
Ez a szócikk részben vagy egészben  a   Paul Bley című német Wikipédia-szócikk ezen változatának fordításán alapul.  Az eredeti cikk szerkesztőit annak laptörténete sorolja fel. Ez a jelzés csupán a megfogalmazás eredetét és a szerzői jogokat jelzi, nem szolgál a cikkben szereplő információk forrásmegjelöléseként.